# Утопијски социјализам
Утопијски социјализам је прва струја модерног социјализма и социјалистичке мисли, као што је приказано дјелом Хенрија де Сент-Сајмона, Чарлса Фуријера, Етјена Кабета, Роберта Овена и Хенрија Џорџа. Утопијски социјализам се често описује као представљање визија и контура имагинарних или футуристичких идеалних друштава, при чему су позитивни идеали главни разлог за кретање друштва у таквом правцу. Каснији социјалисти и критичари утопијског социјализма сматрали су да утопијски социјализам није утемељен у стварним материјалним условима постојећег друштва, а у неким случајевима и као реакционарни. Те визије идеалних друштава надметале су се марксистички надахнутим револуционарним социјалдемократским покретима.
Као појам или етикету најчешће се користи или користиo се за дефинисање оних социјалиста који су живјели у првој четвртини 19. вијека, а касније су социјалисти ознаку утопијски приписали пејоративу да би наговјештавали наивност и одбацивали њихове идеје као маштовите и нереалне. Слична школа мишљења које се појавила у раном 20. вијеку а која заговара социјализам на основу моралних становишта назива се етички социјализам.
Једна кључна разлика између утопијских социјалиста и осталих социјалиста (укључујући већину анархиста) је та што утопијски социјалисти углавном не вјерују да је било какав облик класне борбе или социјалне револуције потребан за појаву социјализма. Утопијски социјалисти сматрају да људи свих класа могу добровољно усвојити свој план за друштво ако је он представљен увјерљиво. Осјећају да се њихов облик кооперативног социјализма може успоставити међу истомишљеницима унутар постојећег друштва и да њихове мале заједнице могу демонстрирати изводљивост свог плана за друштво.

## Дефиниција
Мислиоци који су идентификовани као утопијски социјалисти нису употребљавали термин утопијски у класификацији својих идеја. Карл Маркс и Фридрих Енгелс су били први мислиоци који су их називали утопијским, позивајући се на све социјалистичке идеје које су једноставно представиле визију и далеки циљ етички праведног друштва као утопијске. Та утопијска мисаоност која је садржавала интегрисану концепцију циља, средства за постизање тог циља и разумевање начина на који ће та средства неизбежно бити произведена испитивањем друштвених и економских појава може бити у супротности са научним социјализмом који је био сличан тејлоризму.
Ова дистинкција је разјашњена у Енгелсовом делу Социјализам: утопијски и научни (1892, део раније публикације, Анти-Дјуринг из 1878). За утопијске социјалисте је сматрано да желе да прошире принципе Француске револуције како би створили рационалније друштво. Упркос томе што су их каснији социјалисти означили као утопијске, њихови циљеви нису увек били утопијски и њихове вредности су често укључивале ригидну подршку научном методу и стварању друштва заснованог на научном разумевању.

## Развој
Термин утопијски социјализам увео је Карл Маркс у „За немилосрдну критику свега“ 1843. године, а затим га је развио у Комунистичком манифесту 1848. године. Термин су користили каснији социјалистички мислиоци да опишу ране социјалистичке или квазисоцијалистичке интелектуалце који су стварали хипотетичке визије егалитарних, заједничких, меритократских или других појмова савршених друштава без разматрања како би се та друштва могла створити или одржати.

У Сиромаштву филозофије, Маркс је критиковао Прудонове економске и филозофске аргументе изнете у делу Систем економских контрадикција, или Филозофији сиромаштва. Маркс је оптужио Прудона да жели да се уздигне изнад буржоазије. У историји Марксове мисли и марксизма, ово дело је кључно у разликовању концепата утопијског социјализма и онога за шта су Маркс и марксисти тврдили да је научни социјализам. Иако су утопијски социјалисти имали мало заједничких политичких, друштвених или економских перспектива, Маркс и Енгелс су тврдили да деле одређене интелектуалне карактеристике. У Комунистичком манифесту, Маркс и Фридрих Енгелс су писали:
Неразвијено стање класне борбе, као и сопствено окружење, доводи до тога да социјалисти ове врсте себе сматрају далеко супериорнијим од свих класних антагонизама. Они желе да побољшају стање сваког члана друштва, те и оног најомиљенијег. Дакле, они се обично обраћају друштву у целини, без разлике у класи; не, по жељи, владајућој класи. Јер како могу људи, када једном схвате свој систем, не могу да га виде у најбољем могућем плану најбољег могућег стања друштва? Отуда одбацују сваку политичку, а посебно сваку револуционарну акцију; они желе да остваре своје циљеве мирним средствима, и настоје, малим експериментима, нужно осуђеним на неуспех, и силом примера, да утиру пут новом друштвеном Јеванђељу.
 Маркс и Енгелс су повезивали утопијски социјализам са комунитарним социјализмом који на сличан начин види успостављање малих интенционалних заједница и као стратегију за постизање и као коначни облик социјалистичког друштва. Маркс и Енгелс су користили термин научни социјализам да опишу тип социјализма за који су они сами видели да се развија. Према Енгелсу, социјализам није био „случајно откриће овог или оног генијалног мозга, већ неопходан исход борбе између две историјски развијене класе, наиме пролетаријата и буржоазије. Његов задатак више није био да производи систем друштва који је савршен колико год је то могуће, већ да испита историјско-економски низ догађаја из којих су ове класе и њихов антагонизам нужно произашле, и да открије у економским условима створена средства за окончање сукоба“. Критичари су тврдили да су утопистички социјалисти који су успоставили експерименталне заједнице у ствари покушавали да примене научни метод на људску друштвену организацију и стога нису били утопистички. На основу Карл Поперове дефиниције науке као „праксе експериментисања, хипотезе и тестирања“, Џошуа Муравчик је тврдио да су „Овен и Фурије и њихови следбеници били прави 'научни социјалисти'. Они су наишли на идеју социјализма и тестирали је покушавајући да формирају социјалистичке заједнице”. Насупрот томе, Муравчик је даље тврдио да је Маркс давао непроверљива предвиђања о будућности и да Марксов став да ће социјализам створити безличне историјске силе може довести до закључка да је непотребно тежити социјализму, јер ће се то ионако догодити.
Друштвени немири између запосленог и послодавца у друштву су резултат раста производних снага, као што су технологија и природни ресурси, и они су главни узроци друштвеног и економског развоја. Ове производне снаге захтевају начин производње, или економски систем, који се заснива на правима приватне својине и институцијама које одређују надницу за рад. Поред тога, капиталистички владари контролишу начине производње. Ова идеолошка економска структура дозвољава буржоазији да поткопава сензибилитет радника за њихово место у друштву, будући да буржоазија влада друштвом руковођена сопственим интересима. Ови владари друштва искоришћавају однос између рада и капитала, и то им омогућава да максимизирају свој профит. За Маркса и Енгелса, профитерство кроз експлоатацију радника је суштинско питање капитализма, које објашњава њихова веровања у угњетавање радничке класе. Капитализам ће достићи извесну фазу, у којој друштво не може даље напредовати напред, што резултира настанком социјализма. Као социјалиста, Маркс је теоретисао унутрашње неуспехе капитализма. Он је описао како ће тензије између производних снага и начина производње довести до пропасти капитализма кроз друштвену револуцију. Предводник револуције би био пролетаријат, будући да би се надмоћ буржоазе окончала. Марксова визија тог друштва утврдила је да неће постојати класе, слобода човечанства и могућности рада из сопствених интереса, да би се друштво ослободило било каквог отуђења.
Од средине 19. века, Енгелс је претекао утопијски социјализам у смислу интелектуалног развоја и броја присталица. Некада је скоро половина светске популације живела под режимима који су тврдили да су марксистички. Струје као што су овенизам и фуријеризам привукле су интересовање бројних каснијих аутора, али нису успеле да се такмиче са тада доминантним марксистичким и анархистичким школама на политичком нивоу. Примећено је да су они извршили значајан утицај на појаву нових религијских покрета као што су спиритуализам и окултизам.
Сматрало се да утопијски социјалисти желе да прошире принципе Француске револуције како би створили рационалније друштво. Упркос томе што су их каснији социјалисти означили као утопијске, њихови циљеви нису увек били утопијски и њихове вредности су често укључивале круту подршку научном методу и стварање друштва заснованог на научном разумевању.

## Истакнуте утопијске заједнице
Утопске заједнице постоје широм света. У различитим облицима и локацијама, оне у Сједињеним Државама постоје непрекидно од 1730-их, почевши од Ефрата Клаустера, верске заједнице у садашњем округу Ланкастер у Пенсилванији.